# العلاقات الأوغندية الدنماركية
العلاقات الأوغندية الدنماركية هي العلاقات الثنائية التي تجمع بين أوغندا والدنمارك.

## مقارنة بين البلدين
هذه مقارنة عامة ومرجعية للدولتين:
| وجه المقارنة                                              | أوغندا                        | الدنمارك                                                     |
| --------------------------------------------------------- | ----------------------------- | ------------------------------------------------------------ |
| المساحة (كم2)                                             | 241.04 ألف                    | 42.92 ألف                                                    |
| عدد السكان (نسمة)                                         | 42.86 مليون                   | 5.79 مليون                                                   |
| الكثافة السكانية (ن./كم²)                                 | 177.81                        | 134.9                                                        |
| العاصمة                                                   | كامبالا                       | كوبنهاغن                                                     |
| اللغة الرسمية                                             | لغة إنجليزية، اللغة السواحلية | اللغة الدنماركية                                             |
| العملة                                                    | شيلينغ أوغندي                 | كرونة دنماركية                                               |
| الناتج المحلي الإجمالي (بليون دولار)                      | 25.89 مليار                   | 324.87 مليار                                                 |
| الناتج المحلي الإجمالي (تعادل القوة الشرائية) بليون دولار | 72.25 مليار                   | 278.61 مليار                                                 |
| الناتج المحلي الإجمالي الاسمي للفرد دولار أمريكي          | 705                           | 51.99 ألف                                                    |
| الناتج المحلي الإجمالي للفرد دولار أمريكي                 | 1.77 ألف                      | 45.54 ألف                                                    |
| مؤشر التنمية البشرية                                      | 0.483                         | 0.900                                                        |
| رمز المكالمات الدولي                                      | +256                          | +45                                                          |
| رمز الإنترنت                                              | .ug                           | .dk                                                          |
| المنطقة الزمنية                                           | ت ع م+03:00                   | توقيت وسط أوروبا، ت ع م+02:00، ت ع م+01:00، أوروبا/كوبنهاجن ‏ |

## منظمات دولية مشتركة
يشترك البلدان في عضوية مجموعة من المنظمات الدولية، منها:
| علم المنظمة | اسم المنظمة                               | تاريخ انضمام أوغندا | تاريخ انضمام الدنمارك |
| ----------- | ----------------------------------------- | ------------------- | --------------------- |
|             | مؤسسة التنمية الدولية                     | 27 سبتمبر 1963      | 30 نوفمبر 1960        |
|             | يونسكو                                    | 9 نوفمبر 1962       | 4 نوفمبر 1946         |
|             | وكالة ضمان الاستثمار متعدد الأطراف        | 10 يونيو 1992       | 12 أبريل 1988         |
|             | الأمم المتحدة                             | 25 أكتوبر 1962      | 24 أكتوبر 1945        |
|             | الفريق المعني برصد الأرض                  | ?                   | ?                     |
|             | الاتحاد البريدي العالمي                   | ?                   | ?                     |
|             | البنك الدولي للإنشاء والتعمير             | 27 سبتمبر 1963      | 30 نوفمبر 1960        |
|             | الاتحاد الدولي للاتصالات                  | 8 مارس 1963         | 1866                  |
|             | منظمة حظر الأسلحة الكيميائية              | ?                   | ?                     |
|             | مؤسسة التمويل الدولية                     | 27 سبتمبر 1963      | 20 يوليو 1956         |
|             | المركز الدولي لتسوية المنازعات الاستشارية | 14 أكتوبر 1966      | 24 مايو 1968          |
|             | منظمة التجارة العالمية                    | ?                   | 1995                  |
|             | منظمة الشرطة الجنائية الدولية             | ?                   | ?                     |
|             | البنك الإفريقي للتنمية                    | ?                   | ?                     |

## أعلام
هذه قائمة لبعض الشخصيات التي تربطها علاقات بالبلدين:
- بيوني سيستو (لاعب كرة قدم سوداني، 4 فبراير 1995[20] – )

## وصلات خارجية
- موقع وزارة الخارجية الأوغندية
- موقع وزارة الخارجية الدنماركية